# Benhall Green
Benhall Green – wieś w Anglii, w hrabstwie Suffolk. Leży 27 km na północny wschód od miasta Ipswich i 135 km na północny wschód od Londynu.